# Countdown with Keith Olbermann
Countdown with Keith Olbermann est une ancienne émission télévisée d'information américaine présentée par le journaliste Keith Olbermann, diffusée du 31 mars 2003 au 21 janvier 2011 sur la chaîne d'information en continu MSNBC, puis du 20 juin 2011 au 29 mars 2012 sur la chaîne américaine Current TV. L'émission, diffusée quotidiennement et d'une durée d'une heure, revient sur cinq faits d'actualité du moment, présentés et commentés par Keith Olbermann, les correspondants de la chaîne ou d'éventuels invités.
Diffusée en direct, elle s'est tenue du 22 octobre 2007 au 21 janvier 2011 dans les studios de NBC, au deuxième étage du 30 Rockefeller Center, à New York. 
La ligne éditoriale de l'émission est fortement liée à la personnalité de son animateur, aux positions et analyses libérales (au sens américain du terme, soit progressistes). Olbermann est en effet connu pour ses critiques régulières à l'encontre du camp républicain américain, ses « special comments », soit de virulents plaidoyers de plusieurs minutes sous forme de discours politique, et la rivalité qui l'a opposé à son principal concurrent, Bill O'Reilly, présentateur ouvertement conservateur de l'émission The O'Reilly Factor, diffusé à la même heure que Countdown.